# M24 Chaffee
M24 Chaffee là loại xe tăng hạng nhẹ do Mỹ chế tạo năm 1943 và được đưa vào sử dụng trong Thế chiến thứ hai. Tuy chỉ được sản xuất trong một thời gian ngắn, nhưng nó lại được sử dụng khá phổ biến. Loại xe tăng này từng được trang bị cho Quân đội Pháp trong Chiến tranh Đông Dương và Quân lực Việt Nam Cộng hòa trong Chiến tranh Việt Nam, hiện nay vẫn còn được cải tiến và dùng cho quân đội của một số quốc gia.

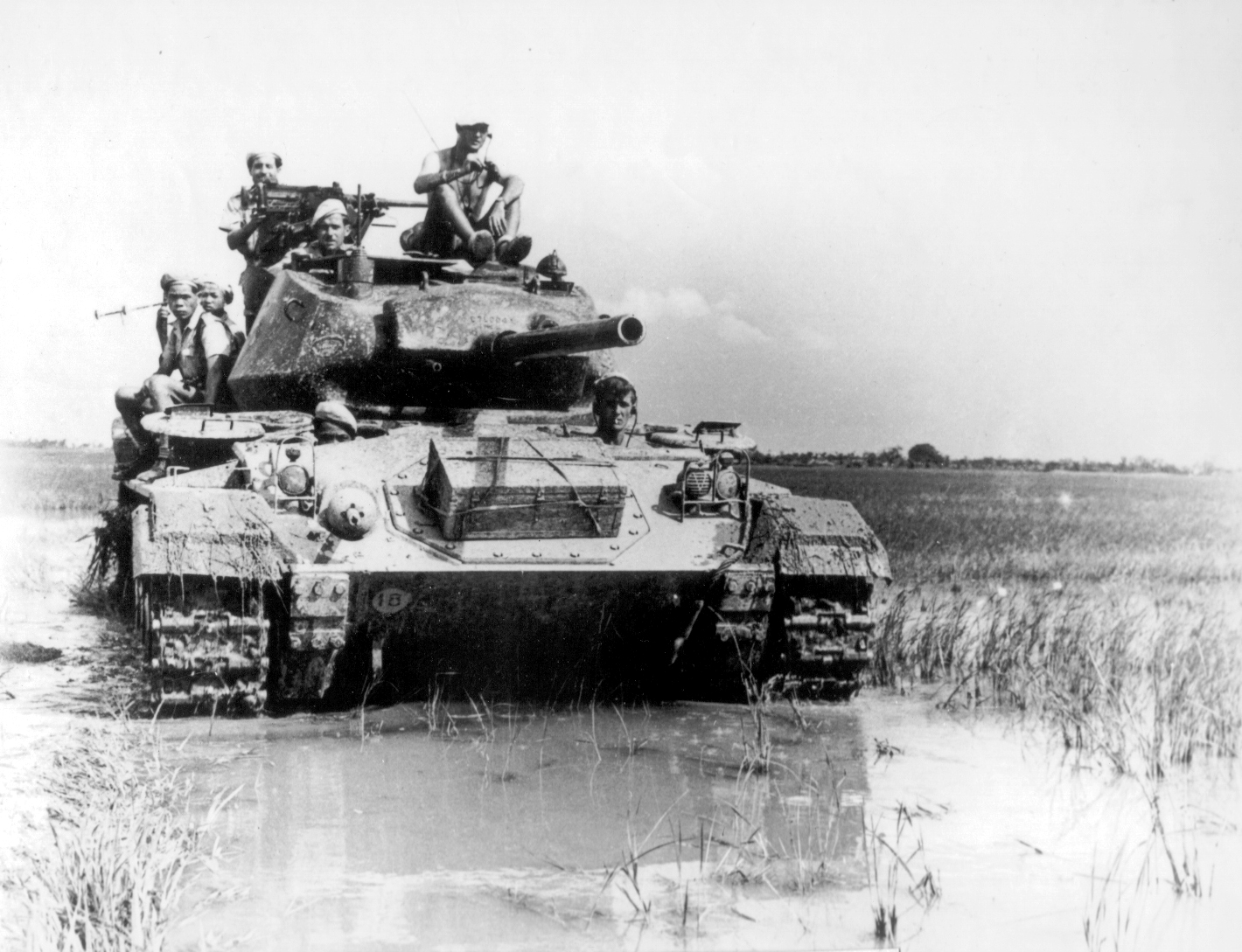
M24 chaffee của Pháp đang được triển khai trong trận Điện Biên Phủ.

## Thiết kế và sản xuất
Việc thiết kế M24 xuất phát từ việc các mẫu tăng M3/M5 có lớp giáp bọc và vũ khí quá yếu, mẫu tăng M7 tuy mạnh hơn nhưng lại có trình diễn rất tệ. Tháng 3 năm 1943, Bộ Quốc phòng Mỹ đặt ra vấn đề thiết kế một loại xe tăng hạng nhẹ mới, có thiết kế kĩ thuật và khung tăng giống như M5A1 nhưng thay thế pháo chính bằng pháo 75mm.

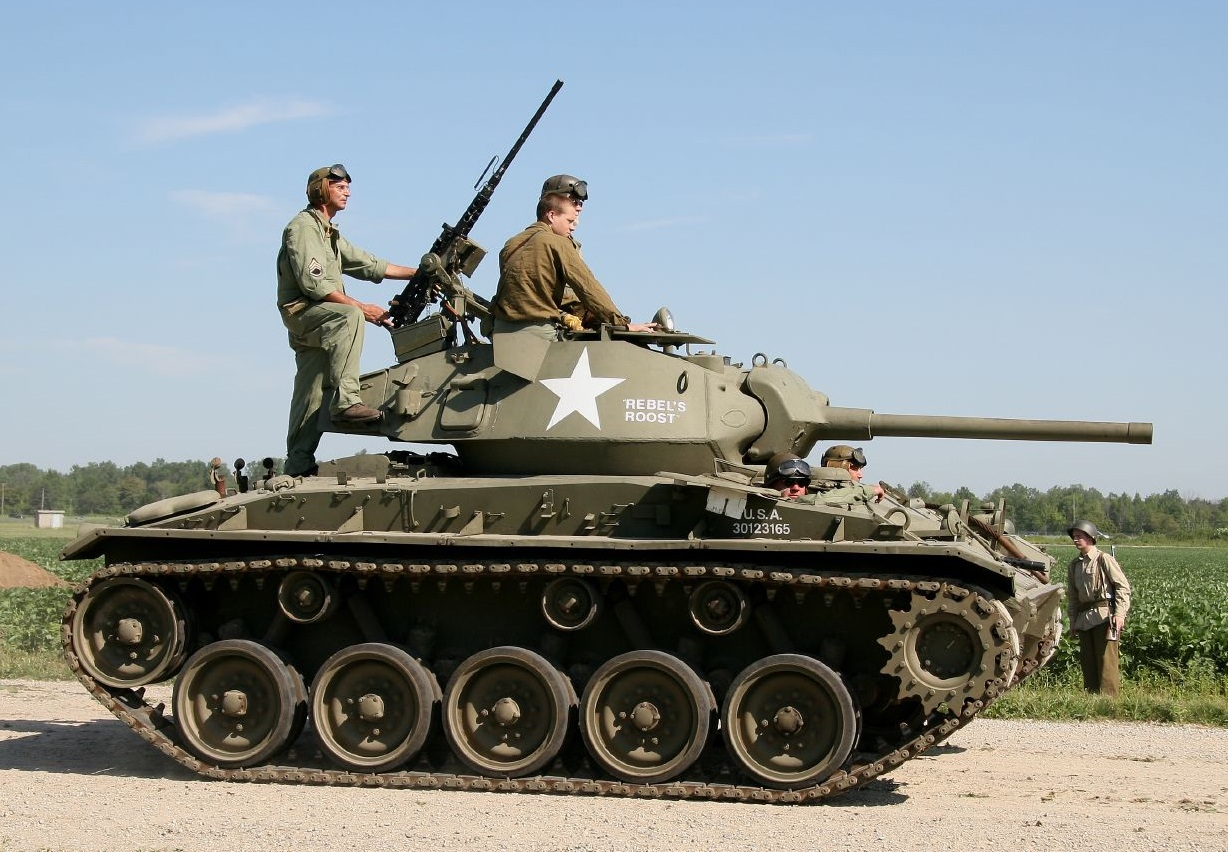
M24 chafee ở Detroit.

Chỉ một tháng sau khi yêu cầu được đưa ra, General Motors đã giới thiệu mẫu thiết kế một loại tăng mới có tên kĩ thuật là T24 với nhiều chi tiết của M5A1 được giản lược nhằm giữ trọng lượng ở dưới mức 20 tấn. Mẫu thiết kế có lớp giáp mỏng, phần dày nhất ở phía trước chỉ dày có 25mm (nghiêng 60 độ nhìn theo hướng xiên). Một pháo chính mới với cỡ nòng 75mm, thiết kế lại từ pháo phụ trên máy bay B-25H Mitchell được trang bị cho xe. Loại pháo này có tính năng chiến đấu giống như loại pháo trang bị trên M3 nhưng có vách nòng pháo mỏng hơn và cơ cấu giảm chấn hơi khác, do đó giảm đi trọng lượng pháo cũng như tăng tốc độ bắn. Mẫu thiết kế mới cũng được trang bị bản xích tăng rộng hơn (16 inch) và hệ thống thanh xoắn giảm xóc. Mẫu có hình chiếu khá thấp và kíp lái tháp pháo gồm 3 người. T24 nhanh chóng được thông qua và đưa vào sản xuất với tên gọi chính thức M24.
Ngày 15 tháng 10 năm 1943, việc sản xuất M24 Chaffee chính thức triển khai. Nó được sản xuất tại hai cơ sở khác nhau, bởi tập đoàn Cadillac (từ tháng 4 năm 1944) và bởi tập đoàn Massey-Harris (từ tháng 7 năm 1944). Vào thời điểm ngừng sản xuất (tháng 8 năm 1945), đã có khoảng 4.731 chiếc M24 được chuyển đi bằng đường hàng không. Một vài trong số chúng được chuyển cho Quân đội Anh. Người Anh đã đặt cho nó cái tên Chaffee, theo tên của Thiếu tướng Lục quân Hoa Kỳ Adna R. Chaffee, Jr., người được mệnh danh là "Cha đẻ của lực lượng thiết giáp Hoa Kỳ", vừa mới qua đời trước đó vài năm.

## Lịch sử hoạt động

### Thế chiến 2
M24 Chaffee được thiết kế ra nhằm thay thế tăng hạng nhẹ M5 đang được dùng để hỗ trợ bộ binh. Ba mươi tư chiếc M24 đầu tiên được vận chuyển đến Châu Âu vào tháng 11 năm 1944 đã được giao cho Trung đoàn Kỵ binh cơ giới số 2 tại Pháp. Nó được biên chế vào các Đại đội F của Tiểu đoàn kỵ binh trinh sát số 2 và số 42. Trong trận Bulge vào tháng 12 năm 1944, những đơn vị này được chuyển đến khu vực Nam, hai chiếc M24 được phối thuộc trong Tiểu đoàn tăng 740, Tập đoàn quân số 1.
Tuy bắt đầu tham chiến trên diện rộng vào tháng 12 năm 1944, tuy nhiên do hạn chế bởi việc vận chuyển, nên mãi đến gần cuối chiến tranh, M24 mới tiếp cận được chiến tuyến, vì vậy không đóng góp nhiều vào chiến thắng tại Châu Âu. Cho đến lúc đó, rất nhiều đơn vị thiết giáp vẫn phải sử dụng tăng M5 cùng với loại M4 Sherman. Một số còn không nhận được số M24 trang bị cho đến hết chiến tranh.
Dù vậy, những bản báo cáo sử dụng cho thấy M24 được đánh giá khá tốt như bản xích rộng giúp cho xe có độ ổn định cao, hình chiếu thấp giúp cho xe có khả năng ẩn nấp tốt, và đặc biệt với pháo chính 75 mm mang lại hiệu suất cao hơn pháo 37 mm. Với pháo này, tuy M24 không thể đối đầu trực diện với đa phần tăng của Đức Quốc xã, nhưng chúng vẫn có làm vô hiệu hóa khả năng tăng Đức nếu như bắn chính xác vào các điểm yếu. Dù vậy, lớp giáp quá mỏng vẫn bị đánh giá thấp, bởi chúng dễ dàng bị xuyên thủng bởi đa phần các loại pháo tự hành chống tăng, mìn chống tăng và tăng của Đức Quốc xã.

### Chiến tranh Triều Tiên

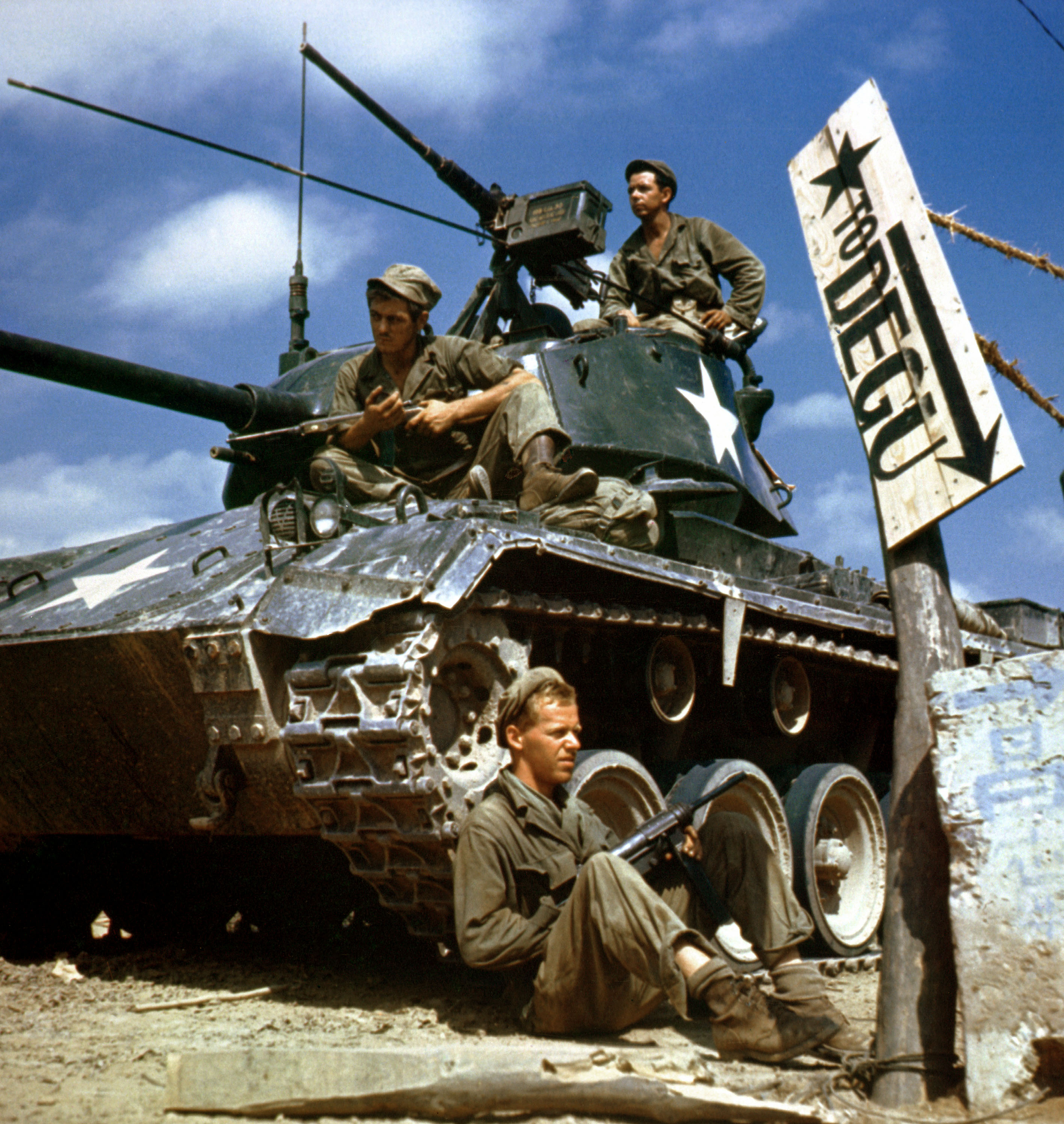
Kíp chiến đấu của tăng M24 tại mặt trận sông Naktong(chiến tranh Triều Tiên);dưới đất là Pfc. Rudolph Dotts, ngồi phía bên trên là binh nhì Maynard Linaweaver và ngồi trên cùng(điều khiển súng máy) là Pfc. Hugh Goodwin.Tất cả số lính và tăng này đều thuộc sư đoàn do thám số 24.

Trong cuộc chiến tranh Triều Tiên, M24 được quân đội Mỹ sử dụng để đối đầu với tăng T-34-85 của quân đội Liên Xô tiếp tế cho Triều Tiên. Tuy nhiên, trong vai trò này, M24 biểu diễn khá tệ hại khi phải đối đầu với những loại tăng có hỏa lực mạnh, lớp giáp dày hơn như T-34. Do đó, chúng được chuyển sang vai trò là tăng do thám và đã thực hiện công việc này rất tốt. Ngoài ra, chúng còn được phân nhiệm vụ bổ trợ các loại tăng khác như M4, M26 và M46.

### Chiến tranh Đông Dương

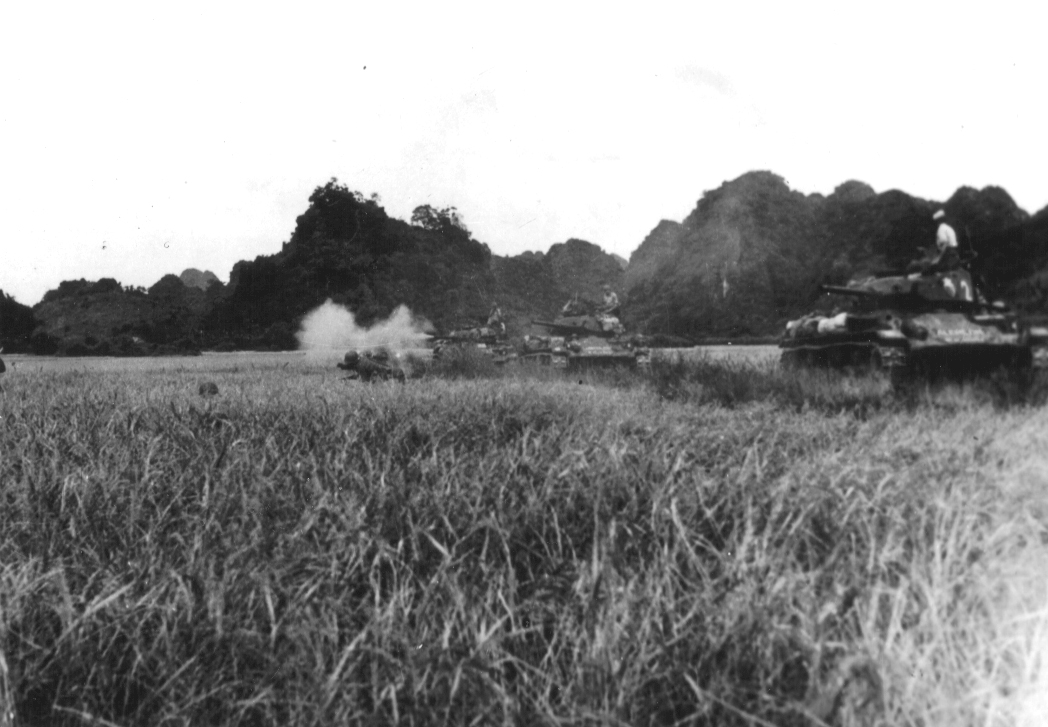
Xe tăng M24 của quân Pháp trong trận Điện Biên Phủ

Như những mẫu tăng thành công khác trong Thế chiến II, M24 được chuyển đến rất nhiều nước trên thế giới và được sử dụng bởi khá nhiều quân đội, cho đến khi được thay thế dần bởi loại tăng M41 Walker Bulldog. Quân Pháp từng sử dụng M24 trong các chiến dịch càn quét tại Đông Dương và cho kết quả rất tốt. Việc sử dụng các phương tiện bọc thép tại Đông Dương bị hạn chế do mạng lưới giao thông rất kém, nhiều sông ngòi và rừng cây nên xe tăng dễ sa lầy, kết hợp với chiến thuật du kích của Việt Nam. Trong điều kiện đó, xe tăng M24 khá nhẹ và có tính cơ động cao nên được lực lượng thiết giáp Pháp ưa thích.
Vào tháng 12 năm 1953, 10 chiếc M24 được huy động tham gia chiến dịch Điện Biên Phủ. Số xe tăng này được tháo rời và không vận từ sân bay Cát Bi (Hải Phòng) tới sân bay Mường Thanh và lắp ráp ngay tại tập đoàn cứ điểm. 10 chiếc tăng được biên chế thành đại đội số 3, thuộc trung đoàn kỵ binh hạng nhẹ số 1 (3/1 RCC), với một xe chỉ huy và 3 phân đội, trong đó phân bổ cho phân khu Mường Thanh 2 phân đội (6 xe) và phân khu phía Nam (Isabelle - Hồng Cúm) 3 xe. Chỉ huy đại đội là đại úy Yves Hervouët.Mỗi xe tăng đều được quân đội Pháp đặt một tên riêng. Theo cuốn sách The Last Valley (Thung lũng cuối cùng) của tác giả Martin Windrow thì chiếc xe chỉ huy đại đội mang tên Conti, hai phân đội tăng ở phân khu Mường Thanh được chia thành phân đội Bleu (Xanh dương), gồm các xe Bazeille, Douaumont, Mulhouse và phân đội Rouge (Đỏ): Ettlingen, Posen, Smolensk. Phân đội tăng đóng tại Hồng Cúm mang tên Vert (Xanh lá cây), gồm 2 xe tăng mang tên Ratisbonne và Neumach. Chiếc xe tăng chỉ huy được đặt là Conti, lấy từ tên tiểu đoàn 3 trung đoàn kỵ binh hạng nhẹ số 1 Régiment Conti Cavalerie. Các tên Bazeille, Ettlingen, Posen, Smolensk, Auerstaedt, Ratisbonne, Neumach là do những người lính Lê dương gốc Đức đặt để tưởng nhớ những địa danh ở quê hương. Bazeille là thị trấn ở miền Nam nước Pháp, Etlingen là một thị trấn ở Tây Nam nước Đức, Posen là một làng ở Ba Lan nhưng thuộc nước Phổ (Đức), còn Smolensk ở miền Tây nước Nga.
Trong chiến dịch Điện Biên Phủ, đại đội xe tăng này đã gây nhiều khó khăn và thiệt hại cho Quân đội nhân dân Việt Nam. Như trong trận đánh đồi Độc Lập, ngày 15/3, quân Pháp mở cuộc phản công dưới sự chỉ huy của Trung tá Pierre Langlais, chỉ huy trưởng phân khu trung tâm thay cho Trung tá Jules Gaucher vừa tử trận, huy động 2 tiểu đoàn dù, tổng cộng 1.000 lính và tới 5 xe tăng, nhưng đang tiến quân thì bị nã pháo trúng đội hình nên bị đẩy lùi. Cuộc phản kích hòng chiếm lại con đường nối giữa phân khu Hồng Cúm và phân khu trung tâm ngày 28/3, cũng là một trận chiến khốc liệt có xe tăng yểm trợ. Trận này, xe tăng Pháp đã xông vào trận địa pháo phòng không của Việt Minh. Theo hồi ký Điện Biên Phủ - điểm hẹn lịch sử  của Đại tướng Võ Nguyên Giáp (Hữu Mai biên tâp), do không có bộ binh bảo vệ, các pháo thủ đã phải dùng cờ lê, chân súng máy… đánh giáp lá cà với lính dù Pháp.

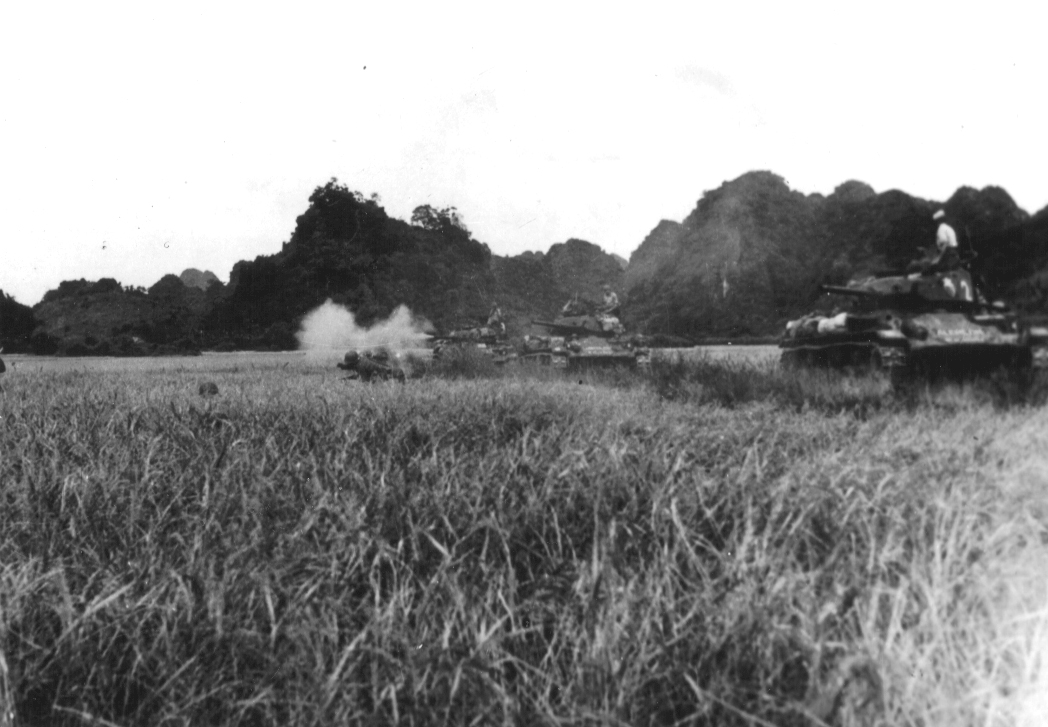
M24 Chaffee yểm trợ hỏa lực tại Điện Biên Phủ

Trong trận đánh đồi A1, sáng 1/4/1954, khi quân đội Pháp cho 2 xe tăng từ phân khu trung tâm lên phản công; đại đội 674, tiểu đoàn 251, trung đoàn 174, đại đoàn 316 Việt Minh đã dùng DKZ bắn cháy một chiếc, chiếc còn lại bị thương phải rút lui. Chiếc xe bị bắn cháy mang tên Bezeille, hiện được trưng bày trên đồi A1. Một số xe tăng khác thì bị pháo binh của Việt Minh tiêu diệt, như chiếc tăng hiện “phơi xác” trên cánh đồng Mường Thanh hiện nay, đã bị đại đội pháo 105mm 802 thuộc trung đoàn pháo 45 bắn hạ ngày 23/4. Còn chiếc xe Ettlingen bị đại đoàn pháo 351 bắn cháy ngày 7/5, hiện đang nằm gần cửa hầm tướng De Castries, cạnh đó là chiếc xe chỉ huy Conti. Xe tăng chỉ huy Conti nằm giữa ngã ba cầu Mường Thanh - hầm tướng De Castries - sân bay Mường Thanh. Nó có nhiệm vụ bảo vệ Sở chỉ huy Tập đoàn cứ điểm Điện Biên Phủ, bị đạn pháo của Đại đoàn công pháo 351 Việt Minh bắn cháy vào 16h45 ngày 7/5/1954. Đại tá Hoàng Đăng Vinh, nguyên chiến sĩ đại đội 360, tiểu đoàn 130, trung đoàn 209, đại đoàn 312, người tham gia tổ chiến đấu đã xông vào hầm bắt sống tướng De Castries, kể lại: 

“Trong quá trình tiến vào trung tâm, các đồng đội của tôi nhìn thấy trước mặt có một ụ đất nhô lên khá cao, xung quanh là 4 chiếc xe tăng chạy vòng tròn. Đang không biết là gì thì tổ bắt được một tên địch, sau khi tra hỏi hắn khai đó là hầm của tướng De Castries. Mừng rỡ khi biết thông tin đó, tổ của tôi liền tung thủ pháo đón đầu khiến một xe tăng trúng đạn rơi xuống giao thông hào, một chiếc khác bị đơn vị bạn tiêu diệt, hai chiếc còn lại liền tháo chạy".

Kết thúc trận Điện Biên Phủ, quân Việt Nam đã tiêu diệt 8 xe tăng địch, và thu được 2 chiếc còn nguyên vẹn. Những chiếc xe tăng chiến lợi phẩm này đã tham gia vào đoàn quân duyệt binh mừng chiến thắng ngày 13/5 trên cánh đồng Mường Phăng. Số xe này được sử dụng để huấn luyện cho các đơn vị ở Miền Bắc. Đến trước năm 1960, đây là những chiếc xe tăng duy nhất QĐNDVN sở hữu.
Rất nhiều tăng M24 của quân đội Pháp tại Đông Dương được chuyển giao cho Quân đội Quốc gia Việt Nam, về sau được Quân lực Việt Nam Cộng hòa sử dụng cho đến khi được người Mỹ viện trợ cho loại tăng M41 Walker Bulldog thay thế.

### Ở các nơi khác
M24 còn được người Pháp sử dụng tại chiến trường Algeria. Lần cuối cùng M24 được thấy tham chiến trong cuộc chiến tranh Ấn Độ - Pakistan năm 1971, trên chiến trường Bangladesh hơn 66 chiếc M24 trấn thủ khu vực và đối đầu với các loại tăng mạnh hơn như T-55, PT-76 và một nhóm lính chống tăng của Quân đội Ấn Độ. Dù sau đó, mặc dù cả Iran và Iraq đều có M24 nhưng không có bằng chứng nào chứng tỏ là từng có sự tham gia của M24 trong cuộc chiến tranh Iran-Iraq.
Hiện tại, M24 vẫn được sử dụng tại quân đội nhiều nước như là tăng trinh sát hạng nhẹ. Thậm chí, Na Uy đã cải tiến thêm bằng cách thay động cơ diesel 6V-53, 2 kì, công suất 153,3 kw (210 cv), lắp pháo 90 mm của Pháp và thiết bị nhìn đêm.

## Các biến thể

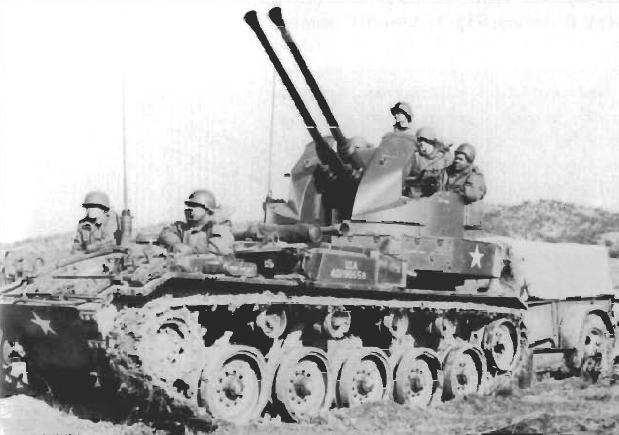
M19 Twin 40mm Gun Motor Carriage

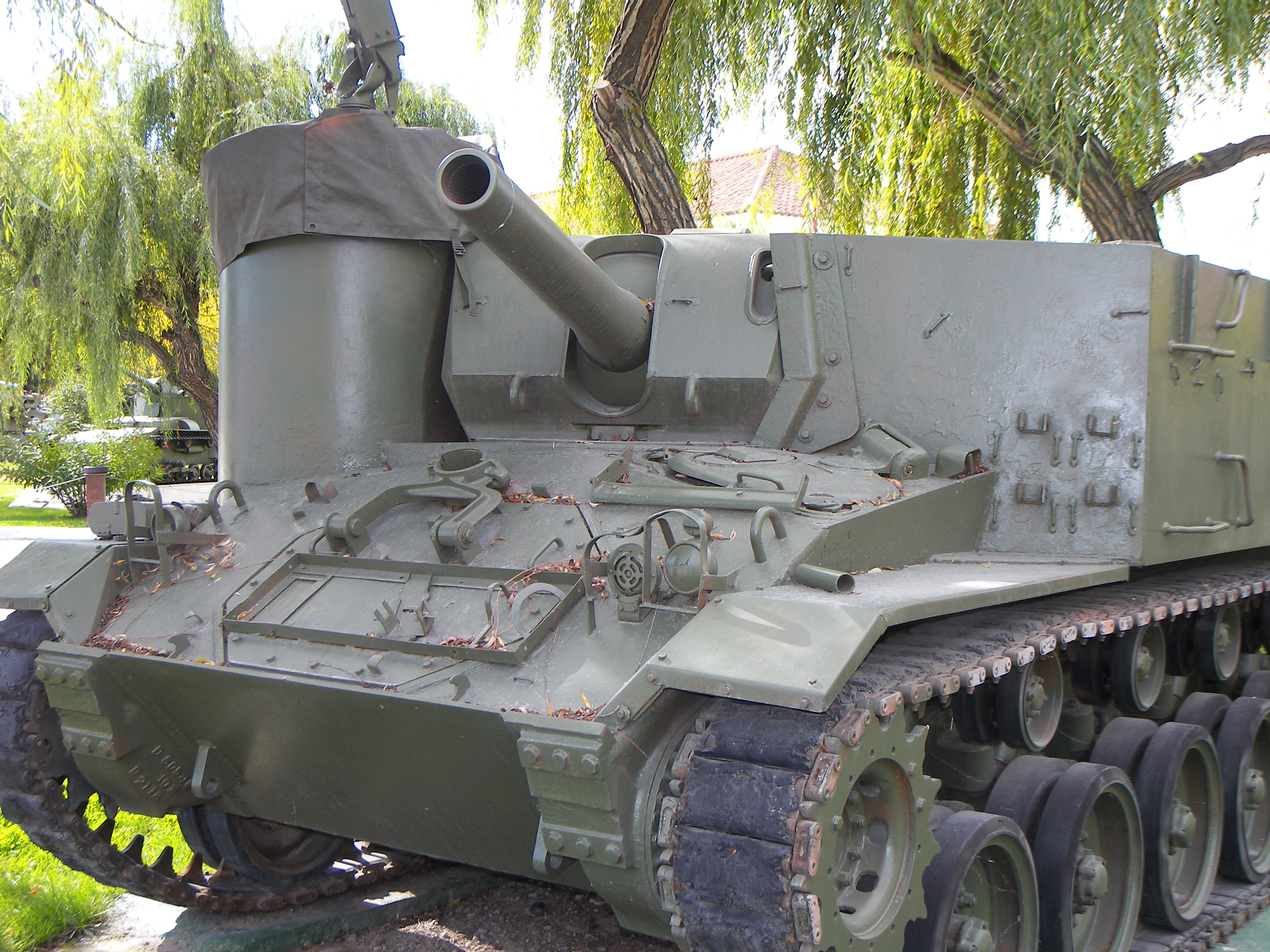
Pháo tự hành M37 105 mm của quân đội Tây Ban Nha

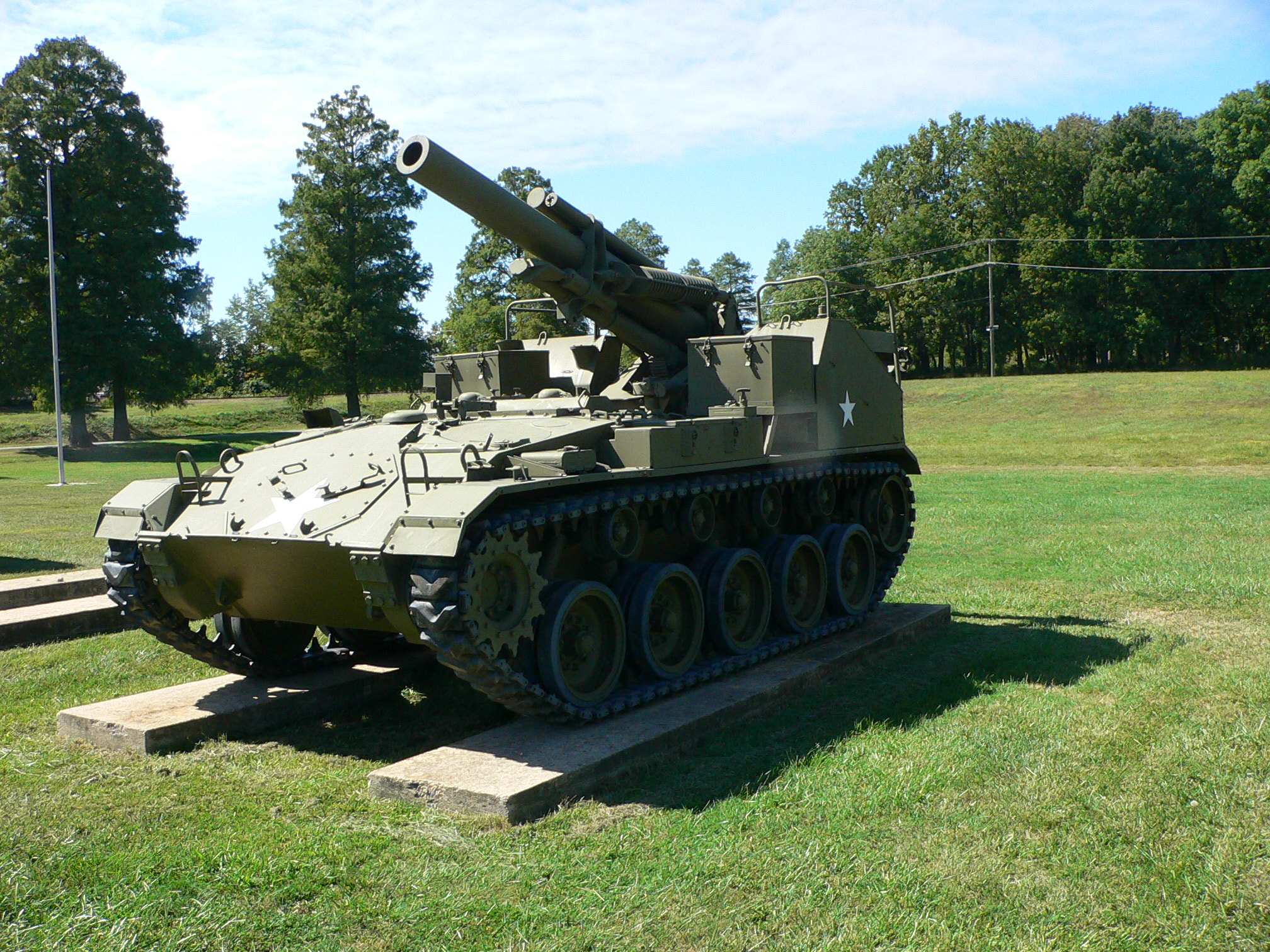
Pháo tự hành M41 155 mm tại bảo tàng Quân sự Mỹ

- Xe tăng hạng nhẹ T24-mẫu xe tăng, về sau được đặt tên lại là M24.
- Xe tăng hạng nhẹ T24E1-mẫu xe tăng được trang bị động cơ Continental R-975-C4 và hệ truyền động biến mômen Spicer.Một mẫu được cải tiến từ mẫu T24 và thử nghiệm vào tháng 10/1944.Mẫu xe tăng này có kết quả "biểu diễn" tốt hơn rất nhiều so với M24, nhưng hơi có vấn đề về bộ truyền động.
- M19 Gun Motor Carriage-động cơ chính được lắp ráp giữa thân tăng, hai khẩu 40 mm M2 AA được lắp ở đằng sau thân tăng(336 viên đạn).904 chiếc được đặt hàng vào tháng 8/1944, nhưng chỉ có 285 chiếc được xuất xưởng.
- M37 105 mm Howitzer Motor Carriage-được trang bị pháo chính 105 mm M4(126 viên đạn).Được chế tạo để thay thế pháo tự hành M7 Priest.Có 448 chiếc được đặt hàng, nhưng chỉ có 316 chiếc được xuất xưởng.
- M41 155 mm Howitzer Motor Carriage (Gorilla)-động cơ được di chuyển ra giữa thân tăng, pháo 155 mm M1 được lắp vào phía sau.Có 250 chiếc được đặt hàng, 60 chiếc được xuất xưởng.
- T77 Multiple Gun Motor Carriage-được trang bị súng máy 6 0.5 vào tháp pháo mới.
- T9, T13-xe sửa chữa.
- T22E1, T23E1, T33-xe chở hàng.
- T42, T43-xe kéo hàng.
- T42 được thiết kế dựa trên T33, được lắp ráp bộ truyền động biến mômen từ pháo tự hành diệt tăng M18 Hellcat.M43 là một phiên bản được giảm bớt trọng lượng của T42.
- T9-được lắp ráp thêm bộ dụng cụ ủi đất.
- Xe tăng sửa chữa T6E1.
- NM-116-phiên bản sửa chữa của người Na Uy.
- M4-xe tăng ủi đất di chuyển trên mặt đất.

## Những nước từng sử dụng

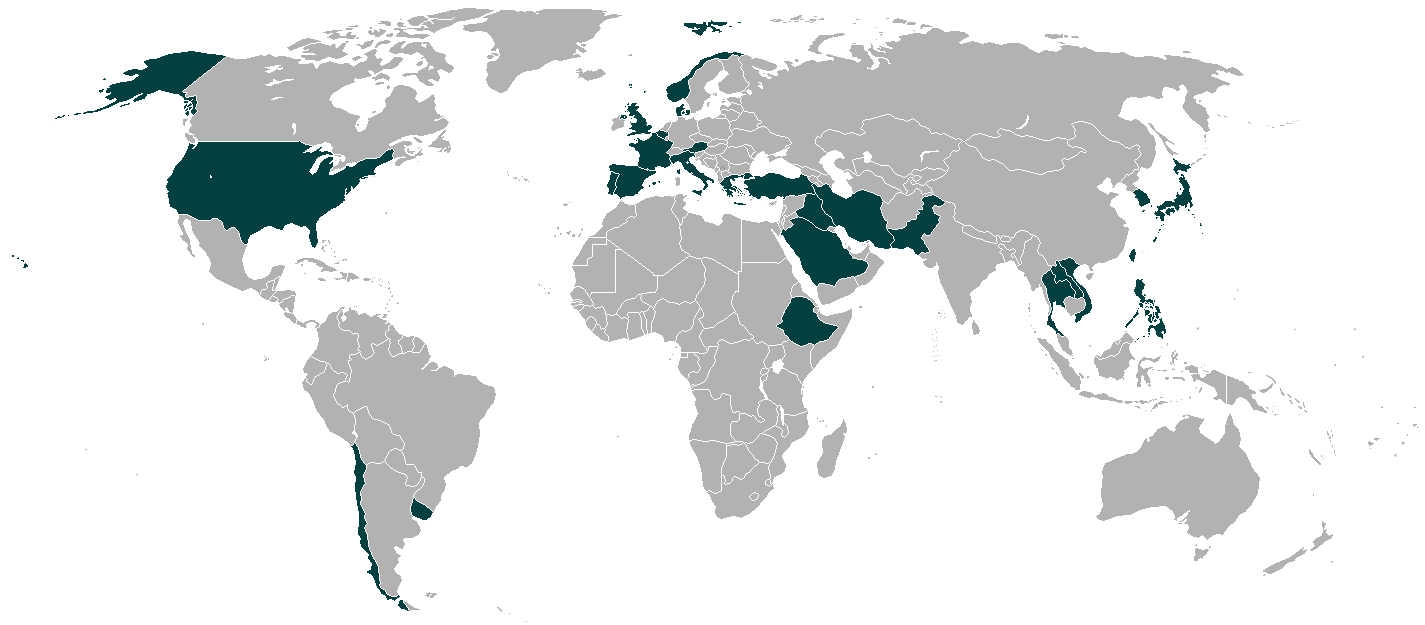
Những nước sử dụng M24

- Áo – 46 chiếc M24 Chaffee trong biên chế từ 1956 đến 1966, mua thông qua NATO. Sau khi loại biên, các tháp pháo được sử dụng cho hệ thống boongke Áo.[2]
- Bangladesh – 10 chiếc M24 Chaffee đã qua sử dụng, chiến lợi phẩm trong Chiến tranh giải phóng Bangladesh.[3]
- Bỉ – 224 chiếc mua thông qua NATO.[2]
- Campuchia – 36 chiếc được mua.[2]
- Canada – 32 chiếc được mua bởi chính phủ Canada năm 1947 trong số 294 chiếc M4A2E8 mang pháo 76mm.[2]
- Chile - 21 chiếc được mua thập niên 1960.
- Đan Mạch – 63 chiếc được mua qua NATO.[2]
- Ethiopia – 34 chiếc được mua.[2]
- Pháp – 1254 chiếc được mua qua NATO.[2]
- Hy Lạp – 170 chiếc được mua qua NATO.[2]
- Iran – 180 chiếc được mua.[2]
- Iraq – 78 chiếc được mua.[4][2]
- Ý – 518 chiếc được mua qua NATO.[2]
- Nhật Bản – biên chế năm 1952; chiếc cuối cùng còng phục vụ đến năm 1974.[2]
- Lào – 4 chiếc được mua.[2]
- Hà Lan – khoảng 50 chiếc trng biên chế cho đến năm 1962 [5][6]
- Na Uy – 123 chiếc trong biến chế thập niên 1950, chiếc cuối cùng loại biên vào năm 1993.[2]
- Pakistan – 132 chiếc được mua.[7][2]
- Philippines – 7 chiếc Chaffee biên chế cho Đại đội Recon Company thuộc Tiểu đoàn thiết giáp số 10 (10th BCT), tham chiến trong Chiến tranh Triều Tiên.[2]
- Bồ Đào Nha – 16  chiếc được mua qua NATO.[2]
- Hàn Quốc – 30 chiếc Chaffee được sử dụng để huấn luyện thập niên 1950.
- Ả Rập Xê Út – 52 chiếc được mua.[2]
- Việt Nam Cộng Hòa – 137 chiếc được mua.[2]
- Việt Nam – chiến lợi phẩm từ trận Điện Biên Phủ và tịch thu trong công cuộc thống nhất đất nước.
- Tây Ban Nha – 31 chiếc được mua qua NATO. Được sử dụng trong Chiến tranh Ifni.[2]
- Thái Lan – 20 chiếc được mua.[2]
- Trung Hoa Dân Quốc
- Thổ Nhĩ Kỳ – 238 chiếc được mua qua NATO.[2]
- Anh Quốc – 302 chiếc được mua.[8]
- Hoa Kỳ[8]
- Uruguay – 17 chiến nâng cấp, loại biên và thay thế bằng 25 chiếc M-41C vào năm 2018, tài trợ từ Brazil.
- Liên Xô – Nhận được 2 chiếc M24 qua Chương trình Lend-Lease.[2]

## Thông số kỹ thuật
- Kíp xe: 4 người.
- Khối lượng chiến đấu: 18,37 tấn
- Dài: 4,59 m (cả pháo quay phía trước 5,028 m)
- Rộng: 2,95 m
- Cao: 2,77 m (đến súng 12,7 mm)
- Khoảng sáng gầm xe: 0,32 m
- Động cơ: Hai động cơ xăng 4 kì V-8, làm mát bằng nước, công suất 160,6 kw (220 cv)
- Dung tích hệ thống nhiên liệu: 415 lít

### Tính năng
- Hành trình dự trữ: 281 km
- Tốc độ lớn nhất: 55 km/h
- Vượt dốc cao: 31 độ
- Vượt dốc nghiêng: 25 độ
- Vượt vách đứng: 0,91 m
- Vượt hào rộng: 2,44 m
- Lội nước sâu 1,02 m

### Vũ khí
- Súng chính: 1 pháo rãnh xoắn 75 mm M6,1
- Súng máy phòng không 12,7 mm
- Súng chống bộ binh: 2 súng máy 7,62 mm (song song và phía trước)